# Mormonia paulina
Mormonia paulina là một loài bướm đêm trong họ Noctuidae.